# Nankeng (sockenhuvudort i Kina, Jiangxi)
Nankeng är en sockenhuvudort i Kina. Den ligger i provinsen Jiangxi, i den sydöstra delen av landet, omkring 230 kilometer söder om provinshuvudstaden Nanchang. Antalet invånare är 9 694. Befolkningen består av 4 506 kvinnor och 5 188 män. Barn under 15 år utgör 25,0 %, vuxna 15-64 år 63 %, och äldre över 65 år 10,0 %.
Runt Nankeng är det ganska tätbefolkat, med 192 invånare per kvadratkilometer. Närmaste större samhälle är Gulonggang, 17,6 km söder om Nankeng. I omgivningarna runt Nankeng växer i huvudsak blandskog.
Genomsnittlig årsnederbörd är 2 107 millimeter. Den regnigaste månaden är juni, med i genomsnitt 314 mm nederbörd, och den torraste är oktober, med 22 mm nederbörd.